# Nefertum
Nefertum, în mitologia egipteană, este zeul florii de lotus primordiale.

## Origine
Numele lui Nefertum conține ideea de „perfecțiune”. El este lotusul albastru din care, conform unui mit, răsare soarele. Într-o descriere din Textele Piramidelor, Nefertum este floarea de lotus aflată în fața nasului lui Ra - echivalentul textual al curtenilor care țin planta în mână și respiră parfumul lotusului.

## Înfățișare și genealogie
Nefertum este reprezentat de obicei antropomorf, purtând un acoperământ de cap în forma florii de lotus, împodobit cu două pene și două contragreutăți de menat (simboluri hathorice ale fertilității).
Uneori, zeul este înfățișat cu un cap leonin, prin asocierea cu zeița mamă leoaică: la Memphis, Nefertum este fiul zeiței-leoaice Sekhmet și, deși acesta nu se afirmă în mod clar, el devine implicit rodul unirii zeiței cu Ptah; la Buto, în Deltă, Nefertum este fiul lui Wadjet, o zeiță-cobră care poate lua formă leonină. În mod similar, zeița-felină Bastet poate pretinde că este mama zeului. Ca un copil, el poate fi reprezentat așezat pe o floare de lotus, amintind de zeul-soare tânăr.